# American Pie (film)
American Pie – amerykański film komediowy z roku 1999 w reżyserii Paula i Chrisa Weitzów do scenariusza Adama Herza.

## Fabuła
Jest to pierwszy film wyreżyserowany przez braci Weitzów. Opowiada o czterech nastolatkach, którzy zawierają pakt i obiecują sobie, że stracą prawictwo najpóźniej na balu maturalnym. Tytuł nie nawiązuje do znanego utworu Dona McLeana, ale raczej do sceny, w której główny bohater filmu uprawia seks z szarlotką (wcześniej zostało powiedziane, że dotrzeć do „trzeciej bazy” to jak ciepła szarlotka).
Film okazał się komercyjnym sukcesem, doczekał się trzech sequeli: American Pie 2 (2001), American Pie: Wesele (2003) i American Pie: Zjazd absolwentów (2012) oraz czterech spin-offów – American Pie: Wakacje (2005), American Pie: Naga mila (2006), American Pie: Bractwo Beta (2007), American Pie: Księga miłości (2009). Ostatnie pięć filmów trafiło bezpośrednio do dystrybucji domowej, tzn. na DVD i video.
W rankingu na sto najzabawniejszych filmów sporządzonym przez telewizję Bravo film znalazł się na 49. miejscu. W rankingu magazynu „Entertainment Weekly” na pięćdziesiąt najlepszych filmów szkolnych zajął 22. miejsce (na pierwszym miejscu znalazł się Klub winowajców), a w rankingu magazynu „Total Film” na najśmieszniejszy film w historii zajął 6. miejsce.

## Obsada
- Jason Biggs jako Jim Levenstein
- Chris Klein jako Chris Oz Ostreicher
- Thomas Ian Nicholas jako Kevin Myers
- Mena Suvari jako Heather
- Alyson Hannigan jako Michelle Flaherty
- Eddie Kaye Thomas jako Paul Finch
- Tara Reid jako Vicky Lathum
- Seann William Scott jako Steve Stifler
- Natasha Lyonne jako Jessica
- Chris Owen jako Chuck Sherman
- Shannon Elizabeth jako Nadia
- Jennifer Coolidge jako matka Stiflera
- Eugene Levy jako ojciec Jima

## Produkcja
Zdjęcia do filmu kręcono w Los Angeles, Long Beach, Monrovii, Pasadenie i Industry (Kalifornia) oraz we wspólnocie Lake Sherwood. Okres zdjęciowy trwał od 21 lipca do 11 września 1998 roku.

## Odbiór
Film American Pie spotkał się z mieszaną reakcją krytyków. W serwisie Rotten Tomatoes, 60% ze stu dwudziestu czterech recenzji filmu są mieszane (średnia ocen wyniosła 5,8 na 10). Na portalu Metacritic średnia ocen z 30 recenzji wyniosła 58 punktów na 100.

### Nagrody i nominacje
| Rok  | Miejsce                 | Nagroda       | Kategoria                          | Odbiorcy i nominowani                                             | Wynik     |
| ---- | ----------------------- | ------------- | ---------------------------------- | ----------------------------------------------------------------- | --------- |
| 1999 | Teen Choice Awards 1999 | Teen Choice   | Film lata                          | American Pie                                                      | nominacja |
| 2000 | Teen Choice Awards 2000 | Teen Choice   | Ulubiony aktor filmowy             | Jason Biggs                                                       | nominacja |
| 2000 | Teen Choice Awards 2000 | Teen Choice   | Ulubiona komedia                   | American Pie                                                      | nominacja |
| 2000 | Teen Choice Awards 2000 | Teen Choice   | Filmowy przełomowy występ aktorski | Chris Klein                                                       | nominacja |
| 2000 | Teen Choice Awards 2000 | Teen Choice   | Ulubiona chemia filmowa            | Jason Biggs za chemię filmową między Jimem Levensteinem i ciastem | nominacja |
| 2000 | Teen Choice Awards 2000 | Teen Choice   | Ulubiony kłamca filmowy            | Chris Klein                                                       | nominacja |
| 2000 | Teen Choice Awards 2000 | Teen Choice   | Ulubiony oślizgły typ              | Seann William Scott                                               | nominacja |
| 2000 | MTV Movie Awards 2000   | Złoty Popcorn | Najlepszy film                     | American Pie                                                      | nominacja |
| 2000 | MTV Movie Awards 2000   | Złoty Popcorn | Najlepsza rola komediowa           | Jason Biggs                                                       | nominacja |
| 2000 | MTV Movie Awards 2000   | Złoty Popcorn | Przełomowa rola męska              | Jason Biggs                                                       | nominacja |
| 2000 | MTV Movie Awards 2000   | Złoty Popcorn | Przełomowa rola żeńska             | Shannon Elizabeth                                                 | nominacja |